# Елеч (крепость)
Е́леч (серб. Јелеч) — средневековая крепость в Сербии. Расположена на юге страны, в 12 км к югу от города Нови-Пазар, на вершине горы Велики Крш хребта Рогозны.

## История
Время возникновения поселения неизвестно. Впервые упоминается византийским историком Иоанном Киннамом под 1149 годом, когда византийским императором Мануилом был захвачен город Рас и разрушен Елеч. Город упоминается сербским архиепископом Данилой II как одна из резиденций сербского короля Стефана Драгутина. 
Дежевское соглашение было заключено здесь в 1282 году после восстания проболгарских властелей против провенгерской политики Стефана Драгутина.
Известно, что он также принадлежал Воиславу Войновичу и его племяннику Николе Алтомановичу. В дальнейшем Елеч, согласно дубровницкому историку Мавро Орбини, принадлежал Вуку Бранковичу.
В 1394 году город был завоёван турками, которые превратили его в административный центр вилайета Елеч. В 1530 году упоминается в качестве крепости. Во время австро-турецких войн в 1690 году крепость была обновлена. В XVIII веке пребывала в заброшенном состоянии. В XIX веке выглядела разрушенной. Относится к памятникам культуры Сербии.